# Прапор Замбії

Прапор 1964-96 рр. Відрізняється лише темнішим варіантом зеленого кольору.

Основні кольори державного прапора Замбії: зелений, червоний, чорний, помаранчевий. Прапор являє собою зелене полотнище, у правому нижньому куті якого зображено прапор із трьох вертикальних смуг червоного, чорного, помаранчевого кольорів, а у верхньому правому кутку — зображення національного птаха орлана африканського (Haliaeetus vocifer) з розкритими крилами.
Прапор Замбії був прийнятий 24 жовтня 1964 р. і дещо змінений у 1996 р. Зелений колір прапора символізує багатство природних ресурсів. Червоний символізує боротьбу за свободу. Чорний колір є символом населення Замбії, а помаранчевий — мінеральних ресурсів, на які багата країна. Орел на прапорі є символом подолання важких проблем, перед якими стоїть країна. Прапор розробила замбійська художниця Габріель Еллісон, яка також є автором герба країни.

## Дизайн
Дизайн національного прапора Замбії описано в Законі про національний прапор і гербові прапори від 4 червня 1965 року.
Зелений з помаранчевим орлом у польоті над прямокутним блоком із трьох вертикальних смуг, пофарбованих зліва направо в червоний, чорний і помаранчевий; габаритних розмірів 3:2; і відповідно до наступних специфікацій кольорів:
- "Спектр Зелений", Британська Рада по кольорах, номер відтінку 100.
- "Юніон Джек Червоний", Британська Рада по кольорах, номер відтінку 210.
- "Чорний, як смола", Британська Рада по кольорах, номер відтінку 220.
- "Спектр Помаранчевий", Британська Рада по кольорах, номер відтінку 57.

|                            |
| Конструкція прапора Замбії |